# 蔡庙镇
蔡庙镇，是中华人民共和国安徽省阜阳市太和县下辖的一个乡镇级行政单位。

## 行政区划
蔡庙镇下辖以下地区：
蔡庙村、史庄村、李宋村、新建村、公李村、郭桥集村和张板桥村。